# Johann Otto Boeckeler
Johann Otto Boeckeler, född 1803, död 1899, var en tysk botaniker från Oldenburg som specialiserade sig på halvgräs. Släktet Boeckeleria och arten Bulbostylis boeckeleriana har uppkallats efter honom.
Auktorsnamnet Boeckeler kan användas för Johann Otto Boeckeler i samband med ett vetenskapligt namn inom botaniken; se Wikipediaartiklar som länkar till auktorsnamnet.